# Bílý Kámen (Podhořany u Ronova)
Bílý Kámen (německy Weißenstein) je malá vesnice, část obce Podhořany u Ronova v okrese Chrudim. Nachází se asi 1,5 km na jihovýchod od Podhořan u Ronova. V roce 2009 zde bylo evidováno 20 adres. V roce 2001 zde trvale žilo 28 obyvatel.
Bílý Kámen leží v katastrálním území Podhořany u Ronova o výměře 5,34 km2.

## Název
Osada Bílý Kámen je součástí obce Podhořany u Ronova a získala svůj název podle obřího křemence, který se nacházel v poli poblíž obce. Legenda říká, že v u tohoto kamene se v roce 1423 zastavil Jan Žižka z Trocnova k odpočinku a občerstvení při svém tažení na Chrudim.